# DW Stadium
Pour les articles homonymes, voir JJB.
Le DW Stadium (anciennement JJB Stadium) est un stade de football et de rugby à XIII situé à Wigan en Angleterre. C'est l'enceinte des clubs de Wigan Athletic FC et des Wigan Warriors.

## Histoire
Ce stade de 25 138 places est inauguré le 4 août 1999. Avant de s'installer au JJB Stadium, Wigan Athletic FC évoluait à Springfield Park et les Wigan Warriors à Central Park.